# Panaria-Margres/2004
Deze pagina geeft een overzicht van de Panaria-Margres-wielerploeg in 2004.

## Algemene gegevens
Sponsors: Panaria, Margres
Algemeen manager: Roberto Reverberi
Ploegleider: Bruno Reverberi, Renato Brugaglia
Fietsmerk: Battaglin

## Renners
| Naam                      | Geboortedatum | Nationaliteit | Ploeg 2003                                    |
| ------------------------- | ------------- | ------------- | --------------------------------------------- |
| Fortunato Baliani         | 06-07-1974    | Italië        | Formaggi Pinzolo Fiavè-Ciarrocchi Immobiliare |
| Claudio Bartoli           | 11-10-1979    | Italië        |                                               |
| Guillermo Rubén Bongiorno | 29-07-1978    | Argentinië    |                                               |
| Alejandro Borrajo         | 24-04-1980    | Argentinië    |                                               |
| Graeme Brown              | 09-04-1979    | Australië     |                                               |
| Scott Davis               | 22-04-1979    | Australië     |                                               |
| Giuliano Figueras         | 24-01-1976    | Italië        |                                               |
| Fabio Gilioli             | 02-12-1979    | Italië        |                                               |
| Paride Grillo             | 23-03-1982    | Italië        | Stagiair                                      |
| Brett Lancaster           | 15-11-1979    | Australië     |                                               |
| Paolo Lanfranchi          | 25-07-1968    | Italië        |                                               |
| Serhij Matvjejev          | 29-01-1975    | Oekraïne      |                                               |
| Luca Mazzanti             | 04-02-1974    | Italië        |                                               |
| Julio Alberto Pérez       | 30-07-1977    | Mexico        |                                               |
| Filippo Perfetto          | 26-01-1976    | Italië        |                                               |
| Emanuele Sella            | 09-01-1981    | Italië        | Neo                                           |
| Davide Silvestri          | 14-03-1980    | Italië        | Stagiair                                      |
| Paolo Tiralongo           | 08-07-1977    | Italië        |                                               |

## Belangrijke overwinningen
| Jayco Bay Cycling Classic 5e etappe: Graeme Brown Ronde van Langkawi 3e etappe: Brett Lancaster 10e etappe: Guillermo Rubén Bongiorno Internationale Wielerweek Eindklassement: Giuliano Figueras Ronde van Italië 11e etappe: Emanuele Sella Trofeo Città di Castelfidardo Winnaar: Emanuele Sella |

2000 · 2001 · 2002 · 2003 · 2004 · 2005 · 2006 · 2007 · 2008 · 2009 · 2010 · 2011 · 2012 · 2013 · 2014 · 2015 · 2016 · 2017 · 2018 · 2019 · 2020 · 2021 · 2022 · 2023 · 2024 · 2025